# カウントダウンステーション
カウントダウンステーション（Countdown Station）は、1994年4月から2010年3月までTOKYO FMをはじめJFN38局で土曜日の午後に放送されていたラジオ番組枠の総称である。土曜日の13:00 - 17:00の時間帯、ランキング系の番組を中心に構成。

## 歴史・概説
1972年に『ステレオ歌謡バラエティ』の番組内で『FM東京 歌謡曲今週のベストテン』（エフエムとうきょう かようきょくこんしゅうのベストテン）としてスタートしたのが始まり。その後、1973年に『歌謡&ポップス・ワイド・ベストテン』（かようアンドポップス・ワイド・ベストテン）として洋・邦のチャートをミックスした番組としてリニューアルした。パーソナリティは山崎唯、宿谷このみ、シリア・ポール。その後、洋・邦それぞれが分離し、独立したチャート番組として、1974年4月、土曜日の午後の時間帯にそれぞれ『三和シヤッター 歌謡曲ベスト・テン』・『ヤマピット ポップス ベスト10』（ヤマギワ提供。同年8月よりスポンサーが三菱電機に変わり『DIATONE ポップス ベスト10』）が誕生。これが、カウントダウンステーションの原点である。
1994年4月、当時の『KOSE カウントダウン・ジャパン』（13:00-13:55）・『コスモ ポップス ベスト10』（14:00-14:55）の両番組に新番組『TOYOTA WEEKLY ALBUM TOP30』（15:00-16:55）を加えた3番組をまとめた総合枠として『カウントダウンステーション』が誕生する。さらに10月には『THE GOLDEN HITS』が加わり4番組の枠となり、その後、午後3時と4時の枠は幾度か改編されるが、『カウントダウン・ジャパン』と『ポップス ベスト10』は不変のまま続いてきた。
この枠で編成される番組は基本的に冠スポンサーがついており、番組名の頭にスポンサー名を付けている。なお『カウントダウン・ジャパン』は2006年4月1日から1年間スポンサー冠を外していたが、2007年4月7日より再び冠スポンサー番組となった。また『MUSIC APARTMENT』は冠スポンサーがなかった。
なお、本枠番組中も「カウントダウンステーション」という名称をタイムテーブル上で明記していたのはTOKYO FMのみでネット局では使用されていなかった（FMぐんまのみ「コスモ ポップス ベスト10」をネットしていなかったこと、また15時台以降はFM三重でもネットしていなかったことも関連していると思われる（2010年4月よりネット開始））。その為各番組とも「土曜午後のカウントダウンプログラムは…」や「この後も引き続き一部の局を除いてカウントダウンプログラムで…」のように変化してきた。
1993年6月より、各番組で東京・渋谷にあるサテライトスタジオ、TOKYO FMスペイン坂スタジオから生放送開始。その後も「カウントダウン・ジャパン」をはじめ各番組で生放送を行ってきたが、時々一部、あるいは全ての参加番組が地方へ出張し、公開生放送が行われることもあった。また、大物ゲストが登場する時や、台風が接近した時など、スペイン坂スタジオ周辺が混乱すると予想される場合は、半蔵門のTOKYO FM本社7F スタジオ・アースギャラリーから生放送していた。また、2005年9月からスペイン坂スタジオが大規模な改装のため、11月中旬までTOKYO FM・アースギャラリーから放送した。なお「コスモ ポップス ベスト10」のみ2007年9月1日より六本木のTokyo Midtownスタジオからの放送に移行した。
なお、2010年4月3日の放送より13 - 16時台の各番組がそれぞれ独立した編成となったことにより、カウントダウンステーションというレーベルは、16年の歴史に幕を降ろした。
また、本項で扱っている大抵の番組にはアーティストのゲスト出演が多い。

## タイムテーブル
| 時 | 分 | 2010年3月27日                                           | 2010年4月3日                                            |
| -- | -- | ------------------------------------------------------- | ------------------------------------------------------- |
| 1  | 00 | DHC COUNTDOWN JAPAN〈DHC〉 荘口彰久・中田有紀           | DHC COUNTDOWN jp〈DHC〉 荘口彰久・鈴木杏                |
| 1  | 55 | Weather & Info 古賀涼子                                 | Weather & Info 柴田幸子                                 |
| 2  | 00 | COSMO POPS BEST10〈コスモ石油〉 Filiz                   | McDonald's SOUND IN MY LIFE〈マクドナルド〉 小林克也    |
| 2  | 55 | ドライバーズ・インフォ                                  | ドライバーズ・インフォ                                  |
| 3  | 00 | TOYOTA SOUND IN MY LIFE〈トヨタ自動車〉 小林克也        | COSMO POPS BEST10〈コスモ石油〉 中野裕太                |
| 3  | 30 | 東京海上日動 ROUTE38〈東京海上日動火災保険〉 曽我部恵一 | 東京海上日動 ROUTE38〈東京海上日動火災保険〉 曽我部恵一 |
| 3  | 55 | TOKYO FM NEWS&TOKYO FM トラフィック                     | TOKYO FM NEWS&TOKYO FM トラフィック                     |
| 4  | 00 | DOCOMO DREAM CALL〈NTTドコモ〉 松本ともこ               | KIRIN BEER "Good Luck" LIVE〈キリンビール〉 naoco       |

## 本枠で放送していた番組
ここでは、2010年3月27日までに当枠で放送された番組を列挙する。

### 主要番組
| 放送期間 | 放送期間 | 1時台                    | 2時台              | 3時台                 | 3時台                 | 4時台               | 4時台               |
| 放送期間 | 放送期間 | 1時台                    | 2時台              | 前半                  | 後半                  | 前半                | 後半                |
| -------- | -------- | ------------------------ | ------------------ | --------------------- | --------------------- | ------------------- | ------------------- |
| 1994年   | 4月      | カウントダウン・ジャパン | ポップス・ベスト10 | WEEKLY ALBUM TOP30    | WEEKLY ALBUM TOP30    | WEEKLY ALBUM TOP30  | WEEKLY ALBUM TOP30  |
| 1994年   | 10月     | カウントダウン・ジャパン | ポップス・ベスト10 | WEEKLY ALBUM TOP10    | WEEKLY ALBUM TOP10    | WEEKLY ALBUM TOP10  | THE GOLDEN HITS     |
| 1998年   | 10月     | カウントダウン・ジャパン | ポップス・ベスト10 | WEEKLY ALBUM TOP10    | WEEKLY ALBUM TOP10    | THE GOLDEN HITS     | THE GOLDEN HITS     |
| 2000年   | 4月      | カウントダウン・ジャパン | ポップス・ベスト10 | SUPER WORLD COUNTDOWN | SUPER WORLD COUNTDOWN | THE GOLDEN HITS     | THE GOLDEN HITS     |
| 2001年   | 10月     | カウントダウン・ジャパン | ポップス・ベスト10 | SOUND IN MY LIFE      | SOUND IN MY LIFE      | THE GOLDEN HITS     | THE GOLDEN HITS     |
| 2003年   | 10月     | カウントダウン・ジャパン | ポップス・ベスト10 | SOUND IN MY LIFE      | SOUND IN MY LIFE      | Hits from the Heart | Hits from the Heart |
| 2008年   | 10月     | カウントダウン・ジャパン | ポップス・ベスト10 | SOUND IN MY LIFE      | SOUND IN MY LIFE      | DREAM CALL          | DREAM CALL          |
| 2009年   | 4月      | カウントダウン・ジャパン | ポップス・ベスト10 | SOUND IN MY LIFE      | MUSIC APARTMENT       | DREAM CALL          | DREAM CALL          |
| 2009年   | 10月     | カウントダウン・ジャパン | ポップス・ベスト10 | SOUND IN MY LIFE      | ROUTE38               | DREAM CALL          | DREAM CALL          |

#### 1時台 カウントダウン・ジャパン
- 提供: コーセー[注釈 2]→ローソン→ダイハツ工業→ボーダフォン（現・ソフトバンクモバイル）→（筆頭スポンサーなし）→DHC
- パーソナリティ
  - 男性: 深野義和[注釈 2]→落合隼亮→荘口彰久
  - 女性: 麻木久仁子[注釈 2][注釈 3]→松本ともこ（ここまで深野時代）→水木ゆうな→遠藤久美子（ここまで落合時代）→（ここから荘口時代）河辺千恵子→高樹千佳子[注釈 4]→皆藤愛子[注釈 5]→中田有紀[注釈 6]
- 概要
  - 邦楽 (J-POP) ベスト10を発表する番組。渋谷にあるTOKYO FM渋谷スペイン坂スタジオから生放送。
  - カウントダウンステーション内で2009年1月まで唯一JFN系全国38局フルネットで放送する番組だった。
  - 2010年4月3日より「DHC COUNTDOWN jp」へ改題（その後も改題を繰り返しており、詳細は番組項を参照）。

#### 2時台 COSMO POPS BEST10
- 提供: コスモ石油
- パーソナリティ: 光岡ディオン→鈴木万由香→中田美香→Filiz
- 概要
  - 洋楽ベスト10を発表する番組。六本木にあるTokyo Midtownスタジオから生放送。
  - 2010年4月からは放送枠を「SOUND IN MY LIFE」と交換したうえ、放送時間が30分に短縮。同時にパーソナリティが中野裕太に交代した。
  - なお、放送時間移動により、唯一未ネットだったFMぐんまへもネット開始（FM三重は2009年2月よりネット開始）され、全国38局フルネットとなった。

#### 3時台
TOYOTA WEEKLY ALBUM TOP10
- 提供: トヨタ自動車
- パーソナリティ: 市川博樹・原田直美→川上真二・有坂来瞳[注釈 7]、ほか
- 概要
  - J-POP、洋楽それぞれの最新アルバムチャートを発表する番組だった。
  - 1994年4月2日から2000年3月25日まで放送。当初は『TOYOTA WEEKLY ALBUM TOP30』の名称で、15:00 - 16:55の時間帯だったが、半年後に『ONIX ゴールデンヒッツ』が開始された関係で16:25までに短縮、タイトルも『 - TOP30』から『 - TOP10』に改める。

TOYOTA SUPER WORLD COUNTDOWN
- 提供: トヨタ自動車
- パーソナリティ: 川上真二・有坂来瞳[注釈 7]
- 2000年4月1日から2001年9月29日まで、15:00 - 15:55の枠で放送された。

TOYOTA SOUND IN MY LIFE
- 提供: トヨタ自動車
- パーソナリティ: SINJIほか→鈴木万由香[注釈 8]→小林克也
- 概要
  - 毎回異なったテーマごとにリクエストを募集、発表。ゲストも多彩。TOKYO FMスペイン坂スタジオから生放送。
  - 2001年10月6日の開始より長らく15:00 - 15:55の放送だったが、2009年4月から放送枠短縮で3時台前半（25分→30分）枠となった。2010年4月より「ポップスベスト10」との交換で14時台へ移行、55分番組に復帰。
  - 2009年2月から2010年3月までは全国38局ネットだったが、放送時間の変更に伴う形としてFMぐんまのネットが終了となり、全国37局ネットとなった。
  - 番組開始以来、トヨタがスポンサーをしてきたが、枠移動と同時にスポンサーがマクドナルドに交代し「McDonald's SOUND IN MY LIFE」へ改称となった。
  - また、本枠内の番組で唯一番組ホームページを設置していなかったが、2010年4月よりトヨタからマクドナルドにスポンサーが交代したことに伴い、番組8年目にして開設された。

MUSIC APARTMENT
- 2009年4月4日から9月26日まで、15:25 - 15:55の枠で放送されていた。全国38局ネット。
- パーソナリティは『TOYOTA SOUND IN MY LIFE』のパーソナリティが引き続き担当（当時は鈴木万由香[注釈 8]→小林克也）。

東京海上日動 ROUTE38
- 2009年10月3日から2010年8月28日まで15:30 - 15:55の枠で放送。全国38局ネット。
- 提供: 東京海上日動
- パーソナリティ: 曽我部恵一（サニーデイ・サービス）
- 2010年8月28日で曽我部の出演が終了し、9月4日より『東京海上日動 ROUTE38 〜LOVING HOME〜』と改題。なお『〜LOVING HOME〜』では大橋マキがパーソナリティを務めている。

なお「MUSIC APARTMENT」→「東京海上日動 ROUTE38」ともに、厳密には第4部として扱われていた。

#### 4時台
THE GOLDEN HITS
- 1994年10月1日 - 2003年9月27日
- 提供: オニキス(ONIX)→デジキューブ（倒産）→アサヒ飲料[注釈 9]
- パーソナリティ: 松本ともこ
- 当初は16:30-16:55の枠で放送していたが、末期は16:00-に拡大となった。以後、後続のNTTドコモ提供2番組まで松本ともこが一貫してパーソナリティを務めた。

DOCOMO Hits from the Heart
- 2003年10月4日 - 2008年9月27日
- 提供: NTTドコモ
- パーソナリティ: 松本ともこ

DOCOMO DREAM CALL
- 2008年10月4日 - 2010年3月27日
- 提供: NTTドコモ
- パーソナリティ: 松本ともこ

### ミニ番組枠

#### 1時55分 Weather & Info
- 提供: スポンサーなし
  - Weather & Info開始当初は古賀涼子だったが、2010年4月5日放送分から柴田幸子に交代。
- 概要
  - 全国の天気概況と日本全国主要都市のピンポイント天気を伝える。
  - この枠は以前から一貫して全国フルネット。
  - 1993年頃は「TOYOTA Coming Soon」を放送しており、その後「MILDSEVEN ミュージック・ドライバー」「JA共済 ミュージックドライバー」「NISSAN FUTURE HITS」「KIRIN FUTURE HITS」「KDDI FUTURE HITS」「JA共済 FUTURE HITS」「DUNLOP FUTURE HITS」を経て、「DUNLOP Feel the Road」を放送していた。番組内容はほとんど変わっていない。
  - 「FUTURE HITS」時代は最新楽を、邦楽1曲、洋楽2曲と言う形で紹介していた。また鈴木万由香担当時代は「ポップスベスト10」の予告もあった。ナビゲータは鈴木万由香→高柳恭子→村田睦→チャールズ・グラバー。
  - ダンロップ提供の「FUTURE HITS」中期は同社のイメージガール「DIGICCO」（デジっ娘）が番組ナビゲーションを担当していた。
  - TOKYO FMのみ番組最後にTOKYO FM トラフィックが挿入される。

#### 2時55分 ローカル枠1
東名阪福札のみ掲載
- TOKYO FM…「ドライバーズ・インフォ」
- FM FUKUOKA…「Today's Report（JFNニュース）」
- FM OSAKA…「NEWS＆TRAFFIC＆WEATHER」
- FM AICHI…「快適生活ラジオショッパー」
- AIR-G'…「ヘッドラインニュース」

#### 3時55分 ローカル枠2
東名阪福札のみ掲載
- TOKYO FM…※「TOKYO FM NEWS＆TOKYO FMトラフィック」
- FM FUKUOKA…「ウキウキ通り'」
- FM OSAKA…※「快適生活ラジオショッピング」
- FM AICHI…※「FM AICHI POWERPLAY」
- AIR-G'…「天気予報」

※現在はTOKYO FMローカルニュース枠となっているが、もともとはTOKYO FM、FM OSAKA、FM AICHIの3局ネット番組枠だった。過去には「富士ゼロックス スポーツ・フォーカス」「オンキヨー サウンドアドバイス」「ノエビアグループの常盤薬品Presents ONLY ONE STYLE」「Piece of Earth」などを放送していた。なお、2004年頃には3局ネットを行っていなかった時期があり、その時は3局もローカル番組を放送していた。

## 特別番組

### SUPER GRAND COUNTDOWN
毎年12月末にCOUNTDOWN JAPANとポップス・ベスト10、さらにau ONAIR MUSIC CHARTといった3番組が年間カウントダウンを発表するスペシャル番組『SUPER GRAND COUNTDOWN』（スーパー・グランド・カウントダウン。毎年、SUPER GRAND COUNTDOWNの後に、その年の年度が挿入される）を全国ネットで放送。放送時間は、基本的に12月31日（大晦日）の12:00 - 13:55がカウントダウン・ジャパン、14:00 - 15:55がポップス・ベスト10、16:00 - 17:50がau ONAIR MUSIC CHARTの時間帯となる（但し洋邦両方の部門を同時に放送（この場合交互で楽曲をオンエア）した時期もある）。パーソナリティーも通常の番組と同じだが、2001年と2002年のカウントダウン・ジャパンは当時パーソナリティーだった松本ともこがTBSラジオの『ストリーム』(13:00 - 15:30) に出演する関係で途中で代役と交代していた。
なお、この年末特番は12月31日が土曜日の場合は前日12月30日頃に、また12月31日が日曜の場合は前々日の12月29日頃に放送される。
通常平日14:55 - 15:00に放送されているTFM全国ネット番組（現在は「MY OLYMPIC α」、以前はクロネコヤマトのデイリートーク→三ツ矢サイダーショートストーリーキミの笑顔→Eternity→Japan Furusato Network→SUZUKI HOME SONGS（金曜日は別番組）→）はこの日のみ13:55 - 14:00の放送となっている。なお、一部地域では普段から13:55からの5分枠で放送しているため、唯一全国同時ネットとなる日でもある。 
2005年からはau DOWNLOAD MUSIC CHART（ - 2007年まで。2008年よりau ONAIR MUSIC CHART）が加わり、17:50までの放送となり、12:00 - 13:55「カウントダウン・ジャパン」年間J-POPベスト20、14:00 - 15:55「ポップス・ベスト10」年間洋楽ベスト20、16:00 - 17:50「au DOWNLOAD MUSIC CHART」年間ダウンロードベスト20と、1番組につき2時間、3番組で延べ6時間による編成となった。そのため、各局夕方に放送されている「ON THE WAY COMEDY 道草」→「ラジオ劇団『小さな奇跡』」もこの日のみ17:50 - 18:00（全ての局で同じ時間）の放送となっている。なお、2006年は12月28日（木曜日）、2008年は12月29日（月曜日）の放送となった。
2010年は12月29日（水曜日）に、「グランドカウントダウン2010」として放送された。近年固定になりつつあるが、今年の場合は金曜日が各局別の編成率が高いことがあげられる。なお、2010年からは各番組1時間ずつの編成となり、12:00 - 12:55が「COUNTDOWN jp 年間チャート2010」（DJ：荘口彰久）、13:00 - 13:55が「au ON AIR MUSIC CHART 年間チャート2010」（DJ：杉崎美香）、14:00 - 14:55が「ポップス ベスト10 年間チャート2010」（DJ：中野裕太）となった。
2011年以降は各番組1時間×2本の2時間編成となっている。

2011年は12月29日（木曜日）に、「グランドカウントダウン2011」として放送された。2011年9月で「ON AIR MUSIC CHART」が終了したため1時間短縮。13:00 - 13:55が「COUNTDOWN jp 年間チャート2011」（DJ：荘口彰久・にしおかすみこ）、14:00 - 14:55が「ポップス ベスト10 年間チャート2011」（DJ：中野裕太）。
2012年は12月28日（金曜日）に「グランドカウントダウン2012」として放送された。13:00 - 13:55が「COUNTDOWN jp 年間チャート2012」（DJ：ジョージ・ウィリアムズ、MISATO）、14:00 - 14:55が「ポップス ベスト10 年間チャート2012」（DJ：中野裕太）。

この年以降はカウントダウンとは別趣旨の番組が15時台に編成されるようになり、事実上の3時間ネット送出が復活している。
2013年は12月30日（月曜日）に、「グランドカウントダウン2013」として放送された。13:00 - 13:55が「JA全農 COUNTDOWN JAPAN 年間チャート2013」（DJ：ジョージ・ウィリアムズ、ホラン千秋）、14:00 - 14:55が「コスモ ポップス ベスト10 年間チャート2013」（DJ：中野裕太）である。
2014年は12月30日（火曜日）に、「グランドカウントダウン2014」として放送された。13:00 - 13:55が「JA全農 COUNTDOWN JAPAN 年間チャート2014」（DJ：ジョージ・ウィリアムズ、ホラン千秋）、14:00 - 14:55が「コスモ ポップス ベスト10 年間チャート2014」（DJ：太田エイミー）である。
2015年は12月29日（水曜日）に、「グランドカウントダウン2015」として放送された。13:00 - 13:55が「JA全農 COUNTDOWN JAPAN 年間チャート2015」（DJ：ジョージ・ウィリアムズ、ホラン千秋）、14:00 - 14:55が「コスモ ポップス ベスト10 年間チャート2015」（DJ：太田エイミー）である。
2016年は12月29日（木曜日）に、「グランドカウントダウン2016」として放送された。13:00 - 13:55が「JA全農 COUNTDOWN JAPAN 年間チャート2016」（DJ：ジョージ・ウィリアムズ、ホラン千秋）、14:00 - 14:55が「コスモ ポップス ベスト10 年間チャート2016」（DJ：太田エイミー）である。
2017年3月をもって「COSMO POPS BEST10」が終了し、土曜午後のカウントダウンプログラムも「COUNTDOWN JAPAN」のみとなったことから、事実上『グランドカウントダウン』は2016年をもって終了。2017年からは13:00 - 13:55は「JA全農 COUNTDOWN JAPAN 年間チャート（年号）」として放送し、14時台以降も全国フルネットの特別番組を編成する構成になっている。

### 過去の特別番組
30周年特番
2000年4月にTOKYO FM 開局30周年記念特番（東京地区ローカル）で『歌謡ベストテン/カウントダウンジャパン』と『ポップスベストテン』の歴代パーソナリティがゲスト出演し、また、かつての放送の模様を収めたテープが流れた。

### その他
JFN系列局が開局（もしくは加盟）したとき、その放送局から公開生放送（開局特番の一環として）をしたこともある。

## ネット局
ネット局については、各番組の項目を参照のこと。

## ローカル枠の放送状況

### ローカル枠1
- FMとやま - 小堺一機のおうちでシネマ（JFNC）
- HELLO FIVE - トラフィック&ウエザー
- FM福井 - FM福井ニュース
- K-MIX - K-MIX HEADLINE NEWS
- FM GIFU - JFNニュース
- e-radio - spice-e（自社制作）
- JOEU-FM - ブライダルプレゼンテーション
- fm nagasaki - JFNニュース

### ローカル枠2
- FMとやま - FMとやまニュース
- HELLO FIVE - エフエム石川ニュース（北國新聞ニュースあるいは北陸中日新聞ニュース）
- FM福井 - FM福井ニュース
- K-MIX - K-MIX Traffic&Weather Information
- FM GIFU - 快適生活ラジオショッピング
- e-radio - spice-e
- JOEU-FM - 車について聞いてみよう
- fm nagasaki - SMILE CUTS

## 4番組合同イベント
土曜午後の4番組をいろいろな地域からの公開生放送や合同イベントもよく行われていた。例えば、「FM岡山開局記念『カウントダウンステーションinFM岡山』」とか、「FM岐阜開局記念『カウントダウンステーションin岐阜』」など。ただし、1時台のスポンサーがボーダフォン（当時）になってからは3番組や2番組合同生放送もよく行われた。